# Ornithophila gestroi
Ornithophila gestroi is een vliegensoort uit de familie van de luisvliegen (Hippoboscidae). De wetenschappelijke naam van de soort is voor het eerst geldig gepubliceerd in 1878 door Camillo Róndani.